# Pagpag

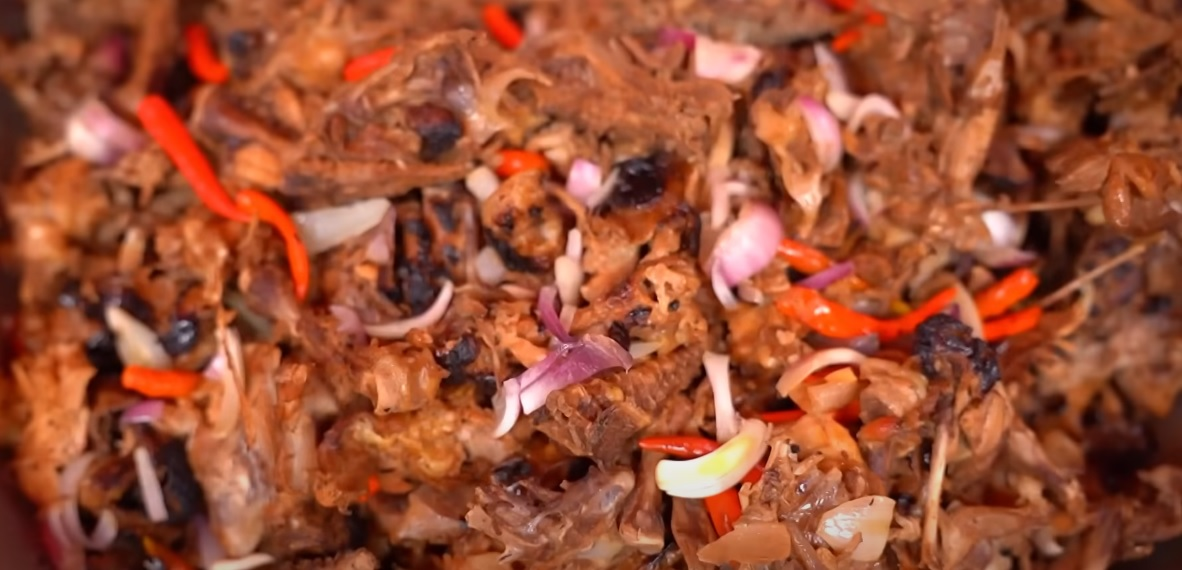
Exempel på pagpag.

Pagpag är en filippinsk maträtt som i huvudsak är wokade sopor. Roadkill, utgånget kött, "mat" från soptippar etc. Den äts av fattiga människor i getton.